# Gaetano Oristanio
Gaetano Oristanio (Vallo della Lucania, 28 september 2002) is een Italiaans voetballer die als middenvelder voor Venezia FC speelt.

## Carrière

### Internazionale
Oristanio speelde tot 2021 in de jeugd van Internazionale.

### Verhuur aan FC Volendam
Ondanks serieuze intersse van een aantal ploegen uit de Serie B, maakte Oristanio in augustus 2021 op huurbasis de overstap naar het toen in de Eerste divisie uitkomende FC Volendam. Oristanio vroeg voor de beslissing advies aan een oud-speler van de Palingboeren. Samuele Mulattieri, die een geweldig seizoen heeft gehad met Volendam in de Keuken Kampioen Divisie, vertelde hem dat Volendam een goede plek is om jezelf te ontwikkelen. Het feit dat Wim Jonk eindverantwoordelijke was bij Volendam (hij speelde tussen 1993 en 1995 voor Inter) had ook invloed op zijn keus.
Oristanio maakte zijn debuut voor Volendam in de wedstrijd tegen ADO Den Haag op 13 augustus 2021. Op 10 september 2021 scoorde hij in een wedstrijd tegen De Graafschap (3-0 winst) zijn eerste doelpunt in het betaalde voetbal. Aan het einde van het seizoen 2021/22, waarin Oristanio met FC Volendam promoveerde naar de Eredivisie, werd de huurovereenkomst tussen FC Volendam en Internazionale met een seizoen verlengt en kwam de Italiaan tot medio 2023 vast te liggen. In zijn tweede seizoen groeide hij uit tot een van de dragende spelers van de club, samen met onder andere Carel Eiting en Filip Stanković. Aan het einde van het seizoen 2022/23 werd hij door de supporters verkozen tot tot talent van het seizoen.

### Verhuur aan Cagliari
Op 20 juli 2023 werd Oristanio voor één seizoen verhuurd aan Cagliari, dat het voorgaande seizoen was gepromoveerd naar de Serie A. In het huurcontract zat een optie tot koop en een terugkoopoptie ten gunste van Internazionale. Op 21 augustus maakte hij zijn debuut in de Serie A in de openingswedstrijd tegen Torino, die eindigde in een 0-0 gelijkspel. Op 29 oktober scoorde hij zijn eerste doelpunt voor Cagliari (en in de Serie A) in de competitiewedstrijd tegen Frosinone, waarmee hij een comeback-overwinning van de Sardiniërs inluidde, die van 0-3 naar 4-3 gingen. Oristanio wist zich met Cagliari, dat onder leiding stond van Claudio Ranieri, te handhaven in de Serie A.

### Venezia FC
Op 13 juli 2024 tekende Oristanio een contract tot medio 2029 bij Venezia FC, dat het voorgaande seizoen was gepromoveerd naar de Serie A. De ploeg betaalde circa €4.000.000,- voor zijn diensten aan Internazionale.

## Clubstatistieken
| Seizoen                         | Club                    | Land           | Competitie     | Competitie | Competitie | Beker | Beker | Overig | Overig | Totaal | Totaal |
| Seizoen                         | Club                    | Land           | Competitie     | Wed.       | Dlp.       | Wed.  | Dlp.  | Wed.   | Dlp.   | Wed.   | Dlp.   |
| ------------------------------- | ----------------------- | -------------- | -------------- | ---------- | ---------- | ----- | ----- | ------ | ------ | ------ | ------ |
| 2021/22                         | FC Volendam (huurbasis) | Nederland      | Eerste divisie | 35         | 7          | 0     | 0     | 0      | 0      | 35     | 7      |
| 2022/23                         | FC Volendam (huurbasis) | Nederland      | Eredivisie     | 27         | 1          | 0     | 0     | 0      | 0      | 27     | 1      |
| 2023/24                         | Cagliari (huurbasis)    | Italië         | Serie A        | 25         | 2          | 2     | 0     | 0      | 0      | 27     | 2      |
| 2024/25                         | Venezia FC              | Italië         | Serie A        | 37         | 3          | 0     | 0     | 0      | 0      | 37     | 3      |
| Carrièretotaal                  | Carrièretotaal          | Carrièretotaal | Carrièretotaal | 124        | 13         | 2     | 0     | 0      | 0      | 126    | 13     |
| Bijgewerkt t/m 11 augustus 2025 |                         |                |                |            |            |       |       |        |        |        |        |